# Burg Abenheim
Die Burg Abenheim, auch Dalberger Hof genannt, ist eine abgegangene Burg im Stadtteil Abenheim der Stadt Worms in Rheinhessen. Die Burg wurde 1556 durch den Dalberger Amtshof überbaut und ist heute in Privatbesitz.

## Geschichte
932 gelangte Abenheim durch eine königliche Schenkung in den Besitz des Klosters Fulda. Anfang des 13. Jahrhunderts bekamen die Grafen von Leiningen einige Abenheimer Güter als Vogteilehen zugesprochen.
1275 wanderten die Abenheimer Güter als Heiratsgut an die Grafen von Nassau. 1295 und ein weiteres Mal vor 1362 verpfändeten diese Abenheim. Anfang oder Mitte des 14. Jahrhunderts fielen die übrigen Abenheimer Ländereien und Rechte, die das Kloster Fulda noch besaß, an andere Adelsfamilien, wie z. B. die Grafen von Sponheim. 1358 kam Abenheim durch Rückkauf wieder an das Kloster Fulda, wobei es den Besitz bei Not weiterhin verpfändeten. 1405 bekamen die Grafen von Katzenelnbogen kurzzeitig vom Abt des Klosters Fulda Abenheim zugesprochen.
Für die Burg selbst kann aus der ersten Hälfte des 15. Jahrhunderts ein urkundlicher Nachweis erbracht werden, wobei mehr von einer kleinen Wohn- und Wehranlage als von einer Burg die Rede sein kann.
1473 behaupteten die Ritter Hans und Dietz von Wachenheim, dass sie dem Ritter Wolfgang III. Kämmerer von Worms, genannt von Dalberg, aus dem Geschlecht der Dalberger, ihren Anteil (das Pforthaus neben dem Tor und den Stall neben der Küche) übergeben hätten. 1475 gelangte Wolf Kämmerer von Dalberg in den Besitz des Burganteils des Grafen Reinhard von Westerburg, Herr zu Westerburg und Schauenburg, der seinen Besitz mitsamt den Gütern für 100 Gulden verkaufte.
1476 verkauften Dekan und Kapitel des St. Cyriacusstifts zu Neuhausen ihren Schlossanteil mit „Zubehör“ für 150 Gulden an von Dalberg. Erst auf dem Klageweg kam dieser Anteil wieder in den Besitz des Stifts. Als Vorbesitzer und Beklagter wurde Landgraf Hesso von Leiningen genannt. 1487 verpfändete von Dalberg das Abenheimer Gut an den Kurfürsten Philipp von der Pfalz, wobei die Dalberger auch weiterhin ihren Besitz und ihre Rechte vermehrten, bis sie schließlich im 16. Jahrhundert zum Ortsherren aufstiegen.
Offen bleibt jedoch, ob die Grafen von Leiningen oder die anderen Ortsherren, die sich nach dem Ort benannten, die eigentlichen Erbauer der Burg Abenheim sind. Seit dem 16. Jahrhundert vergaben die Dalberger Hof und Burggut für einen jährlichen Zins an Pächter. Fraglich ist auch, ob die ehemalige Burg zerstört gewesen war, als sie 1556 durch den Dalberger Amtshof überbaut wurde.
Von der einstigen Burg ist nur noch ein mittelalterlicher Keller erhalten. Von einer 1473 urkundlich erwähnten kleinen Vorburg (forder Deil) und dem Torbau (porthüß) samt Küche und Stall ist nichts mehr erhalten.